# 次韻
次韻，又稱步韻，是和韻的一种。和韻有同韻與次韻之分。同韻容易一些，只要和詩的韻同即可，不必考虑韻的前後次序。而次韻不但要求同韻，且韻的前後次序也必须相同。次韻始于元稹、白居易，後皮日休、陸龜蒙也如此跟随。到了宋代蘇軾、黃庭堅後，风行一时，成為詩的一種體式。

## 依据
張表臣《珊瑚鉤詩話》：『前人作詩，未始和韻。自唐白樂天為杭州刺史，元微之為浙東觀察，往來置郵筒倡和，始依韻，而多至千言，少或百數十言，篇章甚富。』
吳喬《答萬季埜詩問》：『和詩之體不一，意如答問而不同韻者，謂之和詩；同其韻而不同其字者，謂之和韻；用其韻而次第不同者，謂之用韻；依其次第者，謂之步韻（亦稱次韻）。步韻最困人，如相敺而自縶手足也。蓋心思為韻所束，而命意布局，最難照顧。今人不及古人，大半以此。嚴滄浪已申斥之，而施愚山嘗曰：「今人祗解作韻，誰會作詩？」此言可畏。』